# الذاكرة المؤقتة الديناميكية
الذاكرة المؤقتة الديناميكية (Dynamic cache) هي ذاكرة تخزين مؤقتة صغيرة وذكية وتستخدم أنماط تسمح للمستخدم بتكوين محتوى الذاكرة المؤقتة، تي تي إل (TTL) وتنظيف محتوى الذاكرة المؤقتة بناءً على رغبة المستخدم. الذاكرة المؤقتة الديناميكية تلغي الحاجة إلى تكوين صفحات ثابتة في ن إ م.